# Берлінські шахові турніри
Берлінські шахові турніри — шахові турніри в Берліні, найвідомішими з яких були змагання 1881, 1897, 1918—1920, 1926—1928 та 1979 років.
Турнір 1881 року проходив у рамках Конгресу Німецького шахового союзу, а турнір 1897 року проведено на честь 70-річчя Берлінського шахового товариства.
1918 року відомий шаховий видавець Бернгард Каґан організував 2 матч-турніри: навесні — турнір «майстрів», восени — «гросмайстрів». 1928 року щоденна газета «Berliner Tageblatt» організувала великий турнір із сильним складом учасників, а також одночасно провели ще один турнір, за «нагороду Берліна».
Берлінський шаховий турнір 1979 організувала Шахова федерація НДР на честь 30-річчя створення Німецької Демократичної Республіки.

## Список
- Берлінський шаховий турнір 1881
- Берлінський шаховий турнір 1897
- Берлінський шаховий турнір 1918 (квітень)
- Берлінський шаховий турнір 1918 (жовтень)
- Берлінський шаховий турнір 1919
- Берлінський шаховий турнір 1920
- Берлінський шаховий турнір 1926
- Берлінський шаховий турнір 1927
- Берлінський шаховий турнір 1928 (лютий)
- Берлінський шаховий турнір 1928 (жовтень)
- Берлінський шаховий турнір 1979